# Лотар Вилхелм фон Валдердорф
Лотар Вилхелм фон Валдердорф (на немски: Lothar Wilhelm von Walderdorff; * 26 ноември 1705; † 14 юли 1752) е фрайхер от род Валдердорф от Рейнланд, камерхер в Курфюрство Трир.
Той е син (11-то дете от 16 деца) на императорския обрист фрайхер Карл Лотар фон Валдердорф-Молзберг-Изенберг (* 22 януари 1656; † 8 февруари 1722) и съпругата му фрайин Анна Катарина фон Кеселщат (* 5 януари 1671; † 1 август 1733), дъщеря на фрайхер Йохан Еберхард фон Кеселщат (1621 – 1673) и фрайин Анна Антоанета фон Орсбек († 1716). Внук е на фрайхер Георг Фридрих фон Валдердорф (1618 – 1672) и фрайин Йохана Елизабет Фрай фон Дерн (1618 – 1658). Брат му имперски граф Йохан IX Филип фон Валдердорф (1701 – 1768) е архиепископ и курфюрст на Трир (1756 – 1768) и от 1763 г. княжески епископ на Вормс.
От 17 век фамилията резидира в дворец Молзберг в Херцогство Насау.

## Фамилия
Лотар Вилхелм фон Валдердорф се жени на 18 ноември 1736 г. за графиня Мария Анна Филипина фон Щадион-Вартхаузен и Танхаузен (* 14 януари 1718; † 14 юни 1784), дъщеря на 1. имперски граф Йохан Филип I фон Щадион (1652 – 1742), обер-дворцов майстер в Курфюрство Майнц, и третата му съпруга фрайин Мария Анна Изабела Вамболт фон Умщат (1684 – 1764). Те имат 11 деца: 
- Мария Анна фон Валдердорф (* 1 декември 1737; † 6 ноември 1811), омъжена на 23 октомври 1760 г. за Франц Лудвиг Анселм фон Брайденбах-Бюресхайм
- Филип Франц Вилдерих Непомук фон Валдердорф (* 2 март 1739 в Майнц; † 21 април 1810 в Брухзал), фрайхер и последният княжески епископ на Шпайер (1797 – 1810)
- Франц Филип фон Валдердорф (* 22 март 1740, Майнц; † 20 юли 1828, Молзберг), граф, женен на	15 октомври 1793 г. в Айхщет за фрайин Мауриция фон Фрайберг-Хопферау (* 11 ноември 1770, Айхщет; † 21 март 1840, Манщайн); имат 7 деца
- София Еуфемия Валбурга фон Валдердорф (* 8 август 1741; † 2 януари 1763), манастирска дама в Мюнстербилзен
- Лотар Лудвиг фон Валдердорф (* 7 октомври 1742; † 4 август 1743)
- Фридрих Кристоф Вилдерих Непомук фон Валдердорф (* 16 септември 1744; † 1 юни 1818)
- Терезия Хенрика фон Валдердорф (* 15 май 1746; † 10 юли 1803), манастирска дама в Мюнстербилзен
- Мария Клара фон Валдердорф (* 8 септември 1747; † 28 януари 1828), манастирска дама в Диткирхен при Бон
- Хуго Йозеф фон Валдердорф (* 8 септември 1748; † 1750)
- Валбурга Йохана фон Валдердорф (* 6 ноември 1750; † 29 октомври 1755)
- Карл Антон Вилдерих фон Валдердорф (* 14 февруари 1752; † 4 декември 1776)